# Clubiona tabupumensis
Clubiona tabupumensis là một loài nhện trong họ Clubionidae.
Loài này thuộc chi Clubiona. Clubiona tabupumensis được Alexander Petrunkevitch miêu tả năm 1914.